# Алверингем
Алверингем (на нидерландски: Alveringem) е селище в Северозападна Белгия, окръг Вьорне на провинция Западна Фландрия. Населението му е около 4900 души (2006).